# Jokijärvi (sjö i Kajanaland)
Jokijärvi är en sjö i Finland. Den ligger i kommunen Suomussalmi i landskapet Kajanaland, i den centrala delen av landet, 600 km norr om huvudstaden Helsingfors. Jokijärvi ligger 182 meter över havet. Arean är 32,7 hektar och strandlinjen är 3,46 kilometer lång. Sjön  ingår i Ijo älvs huvudavrinningsområde. 